# Oldbury (Shropshire)
Pour les articles homonymes, voir Oldbury.
Oldbury est un village du Shropshire, en Angleterre.